# Генеральный войсковой суд
Генеральный войсковой суд (ГВС) — наивысший судебный орган в Войске Царского Величества Запорожском на территории Малороссии. 

## История
После восстания Богдана Хмельницкого в Польской Руси для части шляхты, примкнувшей к днепровским казакам, было сохранено старое шляхетское судоустройство. По договору Б. Хмельницкого с царем Алексеем Михайловичем на прежнем основании в Малой России оставлены гродские, земские и подкоморские суды, также существовали суд сельский (громада), особый у казаков и особый у поспольства, суд сотенный, общий для казаков и посполитых, суд полковой и генеральный.
Суд генеральный войсковой образовали в середине XVII века в Войске Царского величества Запорожском, с момента возвращения Малороссии к России, и он подчинялся гетману и Генеральной войсковой канцелярии. Суд войска рассматривал дела лиц, принадлежавших к генеральной старшине или полковой старшине казачьего войска, а также дела о государственных преступлениях. Был высшей апелляционной инстанцией для полковых и сотенных судов, осуществлял надзор за выполнением указов царя и универсалов гетмана. 
Руководил судом генеральный судья (в 1654 году было три генеральных судьи, затем — два, а затем — один), на решение генерального судьи, утверждённое гетманом Запорожья, жаловаться можно было разве только в Москву, в сенат. Обыкновенно судил один генеральный судья при участии судового писаря, а в чрезвычайных случаях в состав генерального суда входили, по усмотрению гетмана, разного рода старшины. Полномочия верховного судьи принадлежали гетману, который совместно с генеральным старшиной рассматривал апелляции на решение ГВС, утверждал все важные приговоры (обязательно — смертные). Со времен гетмана Даниила Апостола ГВС провозглашён независимым от Генеральной войсковой канцелярии. 
Суд генеральный войсковой, с 1727 года, состоял из 6 человек (по три представителя от старшинского правления и царского правительства (от императора не в качестве судей, а для контроля за правосудием)). Верховным судьёй оставался гетман. Согласно судебной реформе гетмана К. Разумовского, его универсалом от 17 ноября 1760 года, ГВС возглавляли два генеральных судьи, а в его состав входили избранные от казацкой старшины представители (депутаты) каждого из 10 полков, избираемые ежегодно. Войсковой суд был органом надзора за местными судами, и является апелляционной инстанцией для полковых и магистратских судов, а в первой инстанции ведал дела по жалобам на генеральных старшину, полковников и бунчуковых товарищей.
После ликвидации гетманата как института в 1764 году ГВС подчинялся 2-й Малороссийской коллегии. В 1767 году, ввиду того, что депутаты от полков небрежно исполняли свои обязанности и находились в частых отлучках, Румянцев заменил их постоянными непременными членами по назначению.  Войсковой суд официально существовал до образования наместничеств (1782 год), а на самом деле действовал до 1790 года.

## Руководство

### Генеральные войсковые судьи
Генеральный войсковой судья представлял судебную власть в Войске Запорожском Русского государства. Он толковал законы и обычаи, вершил суд войска над преступниками, рассматривал апелляции и прошения о помиловании, апеллировал решения полковых и сотенных судов. На заседания Генерального войскового суда созывали подконтрольных генеральному судье судей из городов, местечек (городков), сёл и деревень. Все судьи Войска Запорожского были выборными, позднее назначаемые. В XVII веке генеральных судей и есаулов было по двое человек.
Ниже представлены (возможно не все) выборные и наказные персоналии на должность судьи Войска Запорожского (период):
- С. Богданович (Самойло Богданов[2], Богданович Зарудный[5]) — (1654 — 1659[5]);
- Лесницкий, Григорий Софоньевич[6] — (165? — 1664);
- Беспалый, Иван Фёдорович[7] — (16?? — 16??);
- Кравченко, Иван — (16?? — 16??);
- Незамай, Георгий[8] — (16?? — 16??);
- Забела, Петр Михайлович — (1665 — 1669)[9];
- Самойлович, Иван Самойлович[10] — (1663 — 17 июня 1672)[11];
- Домонтович, Иван Михайлович[12][10] — (16?? — 16??);
- Животовский, Павел Трофимович — (1663 — 1677)[10];
- Вуяхевич-Высочинский, Мелентий — (1683—1691);
- Прокопович, Савва Прокофьевич (Прокопович, Савва[13]) — (1687[13](1691)—1701[13]);
- Кочубей, Василий Леонтьевич[14][15] — (1694[14] (1700[13], 1699)—1708[14]);
- В. Н. Чуйкевич[14] — (1708—1709);
- И. Ф Чарныш — (1715—1723)[16];
- А. М. Туранский (Туранский[17]) — (1709—1716);
- А. Ф. Кандыба (Андрей Кандыба[18]) — (1729[18] (16 декабря 1728)—1730);
- М. Т. Забела (Михайло Забела) — (16 декабря 1728—1740);
- И. В. Бороздна (Иван Владиславович (Владимирович) Бороздна[19]) — (1731—1740[19]);
- А. И. Горленко — (1745—1751);
- Ф. И. Лысенко — (1741—1751);
- Д. В. Оболонский — (1751—1756);
- И. В. Журман — (1756—1782);
- А. П. Дублянский — (23 марта 1762—1781);
- А. А. Головатый[20] — (1890[20] (1888) — 1797).

### Писари судейские
- Савва Прокопович[13]

## Государево жалование
Государево жалование на войсковых судей и писарей:
- права и вольности войсковые;
- добра их и вольности;
- на судей войсковых по 300 золотых Полских, а на писара судейского по 100 золотых Полских;
- на судей войсковых, по мельнице для прокормления[2].